# Ferdi Hartung
Ferdi Hartung (* 19. Januar 1931 in Saarbrücken-Malstatt; † 11. Mai 2014 in Spiesen-Elversberg) war ein deutscher Sportfotograf.

## Leben
Ferdi Hartung erlernte ursprünglich den Beruf des Drogisten; die Fotografie war Teil der Ausbildung. Im Abschlusszeugnis im Fach „Fotografieren“ noch mit „mangelhaft“ bewertet, versuchte Hartung sein Glück dennoch in der Fotografie. Er absolvierte zunächst ein Praktikum in einem Fotostudio in Saarbrücken und begann anschließend die Spiele des 1. FC Saarbrücken sowie der saarländischen Fußballnationalmannschaft, die von 1950 bis 1956 existierte, zu fotografieren. Nach einiger Übung stellte er sich bei den saarländischen Sportredaktionen vor und er begann sich dort seinen Lebensunterhalt zu verdienen. 1955 gründete er die Fotoagentur Hartung.
Bei seiner ersten Fußball-Weltmeisterschaft 1954 in der Schweiz fotografierte Hartung ohne Akkreditierung und wurde festgenommen, nachdem er sich den Zugang zum Stadion erschlichen hatte. Bei diesem Turnier gelang ihm aber auch ein gelungener Schnappschuss: Beim Endspiel Deutschland – Ungarn lichtete er eine Jubelpose von Fritz Walter ab, die ihm zum Durchbruch verhalf. 1963 gelang ihm ein weiteres Sensationsfoto, das als „Fußballballett“ bekannt wurde und 2003 zum besten Bild aus 40 Jahren Bundesliga gewählt wurde. Das Bild zeigte Achim Melcher und Erich Leist von Borussia Neunkirchen bei einem Auswärtsspiel in einem Duell mit Timo Konietzka von Borussia Dortmund, die synchron nach dem Ball treten. Tatsächlich war die Auszeichnung fehlerhaft: das Bild entstand tatsächlich während der letzten deutschen Endrunde 1962/63 und damit mehrere Monate vor der Gründung der Fußball-Bundesliga.
Hartung fotografierte bis ins hohe Alter. Bis auf die Fußball-Weltmeisterschaft 1962 und die Fußball-Weltmeisterschaft 1990 verpasste er zwischen 1954 und 1994 als Fotograf keine WM.
Seine letzten Monate verbrachte er in einem Seniorenheim in Spiesen-Elversberg, wo er am 11. Mai 2014 nach längerer Krankheit verschied.

## Rezeption
Sechsmal wurden Fotos von Hartungs zum Sportfoto des Jahres des Verbandes der deutschen Sportjournalisten gewählt. 1977 belegte er den ersten Platz Fotowettbewerb der Association Internationale de la Presse Sportive (AIPS) mit einer Aufnahme des Torwarts Dieter Ferner. Er war außerdem Ehrenpreisträger des Vereins Saarländische Sportjournalisten.
2007 erschien die Biografie Foto: Hartung – Das Beste aus 50 Jahren Sportfotografie von Dieter Gräbner. 2012 widmete sich die Ausstellung 90 Minuten: Mit Ferdi Hartung in der Bundesliga des Landesarchivs Saarbrücken und des Historischen Museums Saar den Werken Hartungs. Begleitend sollten drei Bildbände erscheinen, die sich seiner Arbeit für Borussia Neunkirchen, 1. FC Saarbrücken und FC 08 Homburg widmeten. 2012 erschien Band 1 über Borussia Neunkirchen und 2014 Teil 2 über den 1. FC Saarbrücken. Weite Teile von Hartungs fotografischem Nachlass mit mehreren zehntausend Aufnahmen sind im Landesarchiv Saarbrücken überliefert.